# San Jerónimo Norte
Pour les articles homonymes, voir San Jerónimo.
 (décembre 2022).
La mise en forme du texte ne suit pas les recommandations de Wikipédia : il faut le « wikifier ».
Les points d'amélioration suivants sont les cas les plus fréquents :
- Les titres sont pré-formatés par le logiciel. Ils ne sont ni en capitales, ni en gras.
- Le texte ne doit pas être écrit en capitales (les noms de famille non plus), ni en gras, ni en italique, ni en « petit »…
- Le gras n'est utilisé que pour surligner le titre de l'article dans l'introduction, une seule fois.
- L'italique est rarement utilisé : mots en langue étrangère, titres d'œuvres, noms de bateaux, etc.
- Les citations ne sont pas en italique mais en corps de texte normal. Elles sont entourées par des guillemets français : « et ».
- Les listes à puces sont à éviter, des paragraphes rédigés étant largement préférés. Les tableaux sont à réserver à la présentation de données structurées (résultats, etc.).
- Les appels de note de bas de page (petits chiffres en exposant, introduits par l'outil «  Source ») sont à placer entre la fin de phrase et le point final[comme ça].
- Les liens internes (vers d'autres articles de Wikipédia) sont à choisir avec parcimonie. Créez des liens vers des articles approfondissant le sujet. Les termes génériques sans rapport avec le sujet sont à éviter, ainsi que les répétitions de liens vers un même terme.
- Les liens externes sont à placer uniquement dans une section « Liens externes », à la fin de l'article. Ces liens sont à choisir avec parcimonie suivant les règles définies. Si un lien sert de source à l'article, son insertion dans le texte est à faire par les notes de bas de page.
- La présentation des références doit suivre les conventions bibliographiques. Il est recommandé d'utiliser les modèles {{Ouvrage}}, {{Chapitre}}, {{Article}}, {{Lien web}} et/ou {{Bibliographie}}. Le mode d'édition visuel peut mettre en forme automatiquement les références.
- Insérer une infobox (cadre d'informations à droite) n'est pas obligatoire pour parachever la mise en page.

Pour une aide détaillée, merci de consulter Aide:Wikification.
Si vous pensez que ces points ont été résolus, vous pouvez retirer ce bandeau et améliorer la mise en forme d'un autre article.
San Jerónimo Norte est une ville argentine du département de Las Colonias dans la province de Santa Fe.
Elle est située à 39 km à l'ouest de Santa Fe, la capitale provinciale.
Les principales activités économiques tournent autour de l'élevage (produits laitiers, production de lait) et de l'agriculture (soja et blé). Avec moins de 7 000 habitants selon le dernier recensement (2010), San Jerónimo Norte s'impose comme l'une des principales colonies agricoles de la province de Santa Fe. La ville est jumelée avec la ville suisse de Brigue-Glis depuis 2015. Ses traditions suisses préservées à ce jour font la particularité de l'emplacement. Elle a été déclarée ville en novembre 2018.

## Histoire
À l'instar d'Esperanza, le chef-lieu départemental, San Jerónimo Norte est une colonie agricole formellement organisée.
En 1857, Ricardo Foster fait l'acquisition de terres auprès du gouvernement de la province avec, comme corollaire, l'obligation de les céder à des colons, sous forme de 50 concessions.
Proposées à des familles suisses, en attente d'affectation à Santa Fe, ces dernières déclinent l'offre en raison de problèmes de sécurité. Après ce refus, Foster missionne Lorenzo Bodenmann afin de trouver en Europe des familles candidates à l'exil. Suisse originaire de Grengiols, en Valais, c'est tout naturellement dans cette région qu'il se rend et trouve sept familles désireuses d'émigrer en Argentine.
En mai 1858, le groupe embarque du port de Gênes à destination de Buenos Aires où il arrive à la fin de mois de juillet 1858. Finalement, ce sont 5 familles qui acceptent les terres assignées par Ricardo Foster et viennent s'installer le 15 août 1858 à San Jerónimo Norte.

## Population
Il a Modèle:Indec, ce qui représente une augmentation de 7,12 % par rapport à l'Modèle:Indec du recensement précédent.
Population actuelle approximative (Année 2021) : 10 000 habitants
Modèle:Graphique d'évolution

## Économie
L'activité économique de la ville repose essentiellement sur l'agriculture, avec principalement la culture du soja et du blé, et l'élevage, dédié ou en complément de la production laitière.

## Patronne
- Notre. Dame de l'Assomption, fête : 15 août.

## Fondateurs
Ses premiers colons étaient des immigrants Suisse qui ont émigré de la ville Visperterminen dans le Canton du Valais et amenés par Ricardo Foster et Lorenzo Bodenmann, et sont arrivés à Santa Fe par la rivière en 1858 . Puis des Suisses du même canton ont continué à arriver et plus tard des Allemands, Français et Italiens ont été ajoutés.

## Création de la Commune
- 12 juillet de 1875

## Musée
- Musée Historique de San Jerónimo Norte Lorenzo Bodenmann, responsable de la commune locale.

## Festivités et Evénements
- Fête collective 7 mars
- Fête nationale suisse du folklore : 6 juin, 7 juin et 8 juin
- Fête provinciale du lait : Expo San Jerónimo, 1re quinzaine de décembre
- Anniversaire de la Fondation et Fête Patronale 15 août
- Esc. Ricardo Foster School Simulation Competition 2e quinzaine de Mai .ar/ (actuellement l'école n'est plus le lieu du concours).
- Movida Cultural: projet éducatif, géré par le Colegio San José.
- Salon départemental du livre : projet pédagogique en charge de l'école 323.

## Entités Sportives
- ASOC. DÉP. ATHLÉTIQUE ITALIEN
- CLUB ATLÉTICO LIBERTAD (accueil du tournoi international de football "El Valesanito")
- CYCLE CLUB C. CORTONI F.M.
- CLUB DE TIR FÉDÉRAL ARGENTIN
- FÉDÉRATION DE TIR SANTAFESINA
- CLUB ATLETICO UNIÓN DEPORTIVA (barre et société)

## Journal hebdomadaire
- LA SEMAINE Moreno et Güemes. (actuellement non édité)
- "Shopping Guide" (magazine économique local)
- "Vendamos Hoy" (magazine économique local)

## Radio et Télévision
- CÂBLE VIDÉO COULEUR (Canal 2)
- FM 93,7 MHz - "La radio de San Jeronimo".
- FM 97,9 MHz - "FM Genèse".

## 150 ans
Le 15 août 2008, San Jerónimo Norte a célébré son 150e anniversaire. Pour cette importante célébration, des réformes de la propriété communautaire et de la place Libertad (entre autres) ont été préparées. Il y avait aussi la présence de groupes de Suisse et de la région. Les festivités ont duré plusieurs semaines et différentes activités dédiées à la mémoire des fondateurs de la ville ont été organisées.

## Paroisses de l'Église catholique de San Jerónimo Norte
| Archidiocèse | Santa Fe de la Vera Cruz   |
| ------------ | -------------------------- |
| Paroisse     | Notre-Dame de l'Assomption |

## Personnalités
- Guillermo Imhoff, joueur de football est né à San Jerónimo Norte.